# Europcar

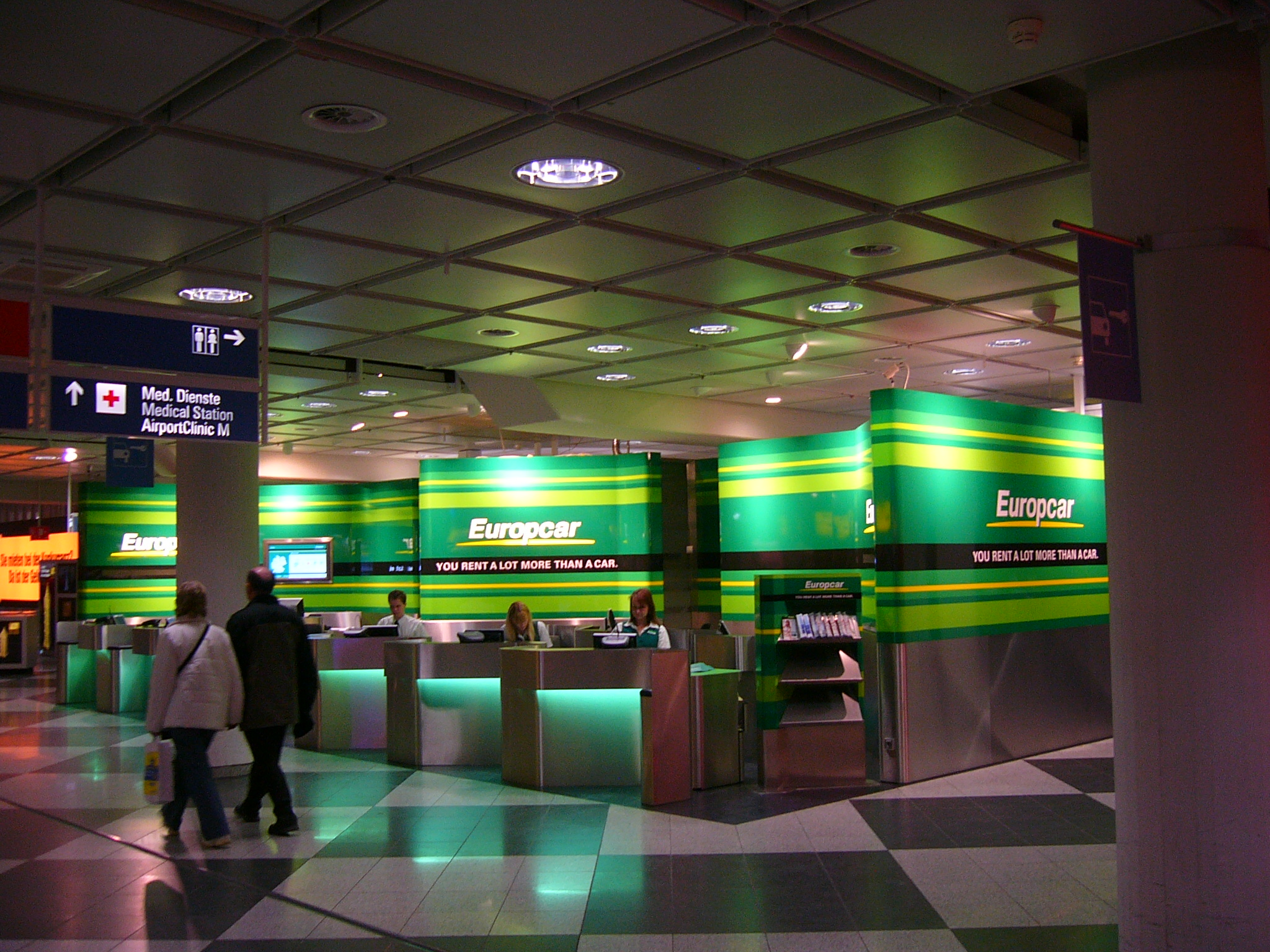
Europcar kantoren op Munich Airport-Franz Josef Strauß.

Europcar is een Frans autoverhuurbedrijf opgericht in 1949 in Parijs. Het hoofdkantoor van de holding, Europcar Group, bevindt zich in het Parc d'Affaires "Val Saint-Quentin" in Voisins-le-Bretonneux, (Saint-Quentin-en-Yvelines), Frankrijk.
Europcar is een van de toonaangevende spelers in de transportsector in Europa. Europcar Group is aanwezig in meer dan 140 landen en exploiteert haar eigen merken wereldwijd: Europcar, Goldcar, het lagekostenmerk, InterRent vooral voor vakanties en Ubeeqo.
Sinds mei 2006 maakt Europcar deel uit van Eurazeo, een van de grootste beursgenoteerde investeringsmaatschappijen in Europa. Nog altijd zijn de aandelen voor de meerderheid in vast handen. In februari 2021 was de free float 40%.

## Geschiedenis
Europcar wordt in 1949 in Parijs opgericht door Raoul-Louis Mattei onder de naam “The Automobile Subscription”. Het merk “Europcars” wordt gecreëerd in 1951. Na twintig jaren van groei, komt het bedrijf van 1970 tot 1988 in handen van Renault, Compagnie des Wagons-Lits en Accor.
Vanaf 1988 wordt Europcar geleidelijk overgenomen door de Volkswagen  groep, tot het uiteindelijk in 1999 een 100% dochteronderneming wordt van de autoconstructeur. In 2006 neemt Eurazeo, een investeringsmaatschappij, Europcar over van Volkswagen. Eurazeo betaalde 3,2 miljard euro voor het autoverhuurbedrijf.
In 2010 gaat de groep een partnerschap aan met Daimler om de car2go-service te lanceren in Hamburg. In januari 2015 nam Europcar een meerderheidsbelang in Ubeeqo, een start-up gespecialiseerd in carpoolen voor bedrijven. In 2018 verkocht Europcar het 25% aandelenbelang in car2go Europe aan de partner Daimler voor 70 miljoen euro.
In juni 2015 ging Europcar naar de beurs. Grootaandeelhouder Eurazeo, met een aandelenbelang van 87%, verkocht een deel van zijn belang. Er gingen 71,8 miljoen aandelen naar de beurs hetgeen 879 miljoen euro opleverde . De introductieprijs was 12,25 euro per aandeel. Van de opbrengst is 475 miljoen euro bestemd voor Europcar en de verkopende aandeelhouders kregen 404 miljoen euro. Europcar had toen zo’n 190.000 auto's in de verhuur en ongeveer zes miljoen klanten.
In december 2017 werd de overname van Goldcar afgerond. Goldcar is voornamelijk actief in Spanje en Portugal en is een lagekostenautoverhuurbedrijf. Het is een winstgevend bedrijf en realiseerde een jaaromzet van 240 miljoen euro in 2016.

## Nederland
In Nederland is Europcar Autoverhuur B.V. een franchisenemer van Europcar International en een van de grootste autoverhuurbedrijven van Nederland. Het hoofdkantoor is sinds 2013 gevestigd in Den Haag en er zijn voor de verhuur vestigingen in steden en op verschillende luchthavens heel Nederland. In 2017 fuseerde het bedrijf met Multirent Autoverhuur, waarbij het bedrijf werd voortgezet onder de naam Europcar.

Eind 2021 werd bekend dat het merk Europcar in Nederland in de loop van 2022 zal worden vervangen door het autoverhuurmerk Avis.

## Trivia
- In 2014 won Europcar als meest groene bedrijf in de transportsector voor het zesde opeenvolgende jaar de “World’s Leading Green Transport Solution Company” World Travel Award. Europcar werd ook erkend als ‘Leading Car Rental Company’ in Europa, Afrika, het Midden-Oosten en Australië.[9]
- In 1980 begon Europcar met het sponsoren van sportteams zoals een Renault-team binnen de Formule 1 alsook de rally Parijs-Dakar. Tussen 2011 en 2015 sponsorde het de wielerploeg Team Europcar.